# Liner Shipping Connectivity Index
De Liner Shipping Connectivity Index (LSCI) is ontwikkeld door de United Nations Conference on Trade and Development (UNCTAD). Deze index meet hoe goed een land geïntegreerd is in het liner shipping netwerk. Transport via de zee is veruit de belangrijkste transportmethode voor internationale handel: volumegewijs wordt 90% van de goederen via zee getransporteerd. Als wordt gekeken naar de waarde van de goederen, dan is dat 80%. Daardoor is deze index een goede benadering voor de toegang die een land heeft tot internationale handel. Een land met een goede "liner shipping connectivity" heeft een goede toegang tot de globale markt. Een goede "LSC" heeft ook indirect veel positieve effecten: Het verkleint het negatief effect van afstand (hoe ver een land verwijderd is van een ander land) op de economie van een land. Het verhoogt ook de schaalvoordelen, daardoor verlaagt het de transportkosten en dus heeft het een positief effect op handelskosten.
"Liner shipping" of lijnvaart verwijst naar het transport van goederen via vaste vaarroutes volgens een vastgelegd schema. Het overgrote deel van deze 'liners' behelst containervervoer. Hiertegenover staat tramping. Dit is het vervoeren van goederen volgens een willekeurig schema. Concreet komt het er op neer dat de bemanning slechts haar eerstvolgende 'port of call' kent, heel soms de daaropvolgende bestemming, maar dan houdt het op. Vaak gaat het hier om zgn. 'special cargo'. VLCC's varen ook vaak op wilde vaart. De LSCI focust zich uitsluitend op liner shipping.

## De paramaters van de LSCI
De LSCI omvat vijf parameters:
1. Fleet deployment: dit is het aantal schepen per jaar die naar een land gaan. Dit kan zijn voor export, import of overslagactiviteiten. Deze parameter kan misleidend zijn als een land vooral wordt gebruikt voor overslagactiviteiten. Overslagactiviteiten vertellen namelijk niets over hoe goed een land verbonden is met het internationaal handelssysteem. Omdat het waarschijnlijk is dat landen met veel inwoners meer schepen zullen ontvangen ten opzichte van landen met een lage bevolking is deze parameter genormaliseerd per hoofd van de bevolking.
2. Carrying capacity: het aantal containers (TEU's) dat er voor een land in dienst worden gesteld. Fleet deployment zegt met welke frequentie schepen een land aandoen. Carrying capacity dekt de werkelijke capaciteit die een land heeft om containers te verwerken. Het is waarschijnlijk dat een land met een hoge capaciteit gemakkelijker internationale handel kan drijven. Deze parameter wordt terug uitgedrukt per hoofd van de bevolking.
3. Liner companies: hoeveel liner companies varen er op een haven van een land.
4. Liner services: hoeveel bedrijven bieden er een service aan die de rotatie van containers in een land verhogen.
5. Maximum vessel size: hoe groot is het grootste schip bestemd voor een land. Dit is een goede indicatie van de schaalvoordelen, want een haven moet uitgerust zijn om dat grote schip te kunnen aanvaarden. Het moet gepaste kranen hebben, het moet vaargeulen hebben die diep genoeg zijn,... Hoe meer schaalvoordelen, hoe lager de trade costs.

## Berekenen van de index
De index vindt men terug in de Review of Maritime Transport. De index kent geen eenheid. De index wordt jaarlijks berekend. Per jaar berekent men voor elk land de 5 factoren. Elke factor van een land deelt men door de maximale waarde die voor die factor in een land is bereikt. Per land neemt men dan het gemiddelde van die factoren. Als men de waarde van die uitkomst vermenigvuldigt met 100, verkrijgt men een procentuele waarde.

## Vergelijking tussen de LPI en de LSCI
Zowel de LPI (Logistics performance index) als de LSCI zijn indexen die informatie verschaffen over de competitiviteit van een land op het vlak van transport en logistiek. Bovendien zijn ze sterk gecorreleerd (0,71). Toch zijn er enkele grote verschillen tussen de LPI en de LSCI:
- het belangrijkste verschil is dat LPI zich niet alleen tot liner shipping beperkt. Het integreert de volledige supply chain. Dus nationale handel zit hier ook in verwerkt.
- de LPI is gebaseerd op surveys van 1000 professionals in het logistieke vakgebied. Het bevat dus geen harde data, eerder percepties en schattingen. De LSCI is gebaseerd op 100% feiten.

Deze verschillen hebben een belangrijke implicatie. Het is niet omdat de infrastructuur van een bepaalde haven slecht wordt ingeschat dat het geen grote LSCI kan hebben. Als er veel maritieme handel is dan zal het land een hoge LSCI hebben ondanks een lage score bij de LPI.